# 大年寺

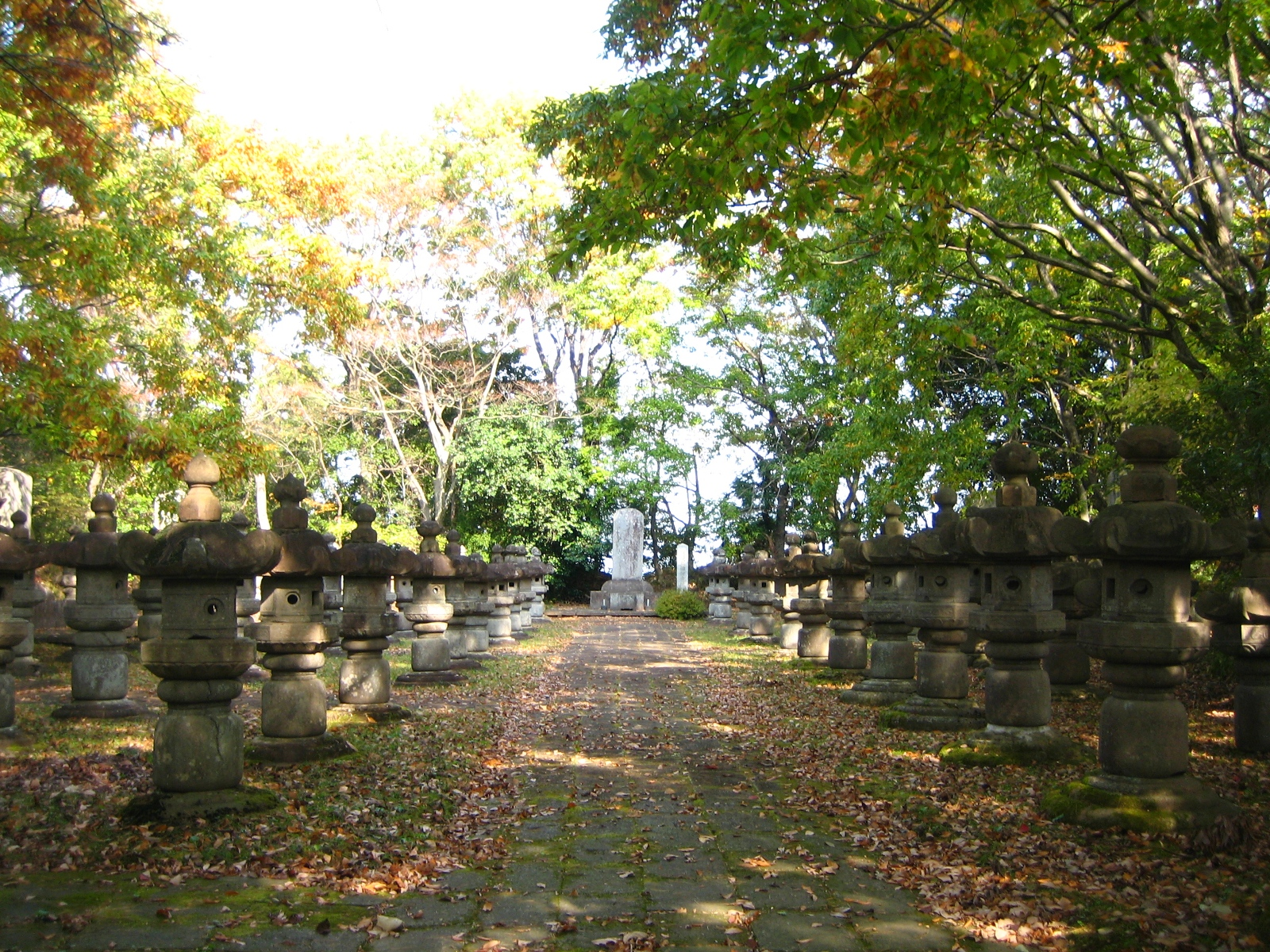
伊達家の墓所（2007年11月）

大年寺（だいねんじ）は、宮城県仙台市太白区門前町に所在する黄檗宗寺院。山号は両足山。開山は普応鉄牛。本尊は釈迦牟尼仏。等級は6等。

## 概要
仙台城の城下町を囲むように点在する仙台七崎の中の1つ「茂ヶ崎」（現・大年寺山）の頂上近く（北緯38度14分19.5秒 東経140度52分33.7秒 / 北緯38.238750度 東経140.876028度）にかつては所在した。同所は仙台市都心部から見て南、長町地区から見て北にあり、住居表示実施前は仙台市長町字茂ヶ崎だったが、現在は仙台市太白区茂ヶ崎一丁目となっている。なお、「大日本寺院総覧」では『名取郡茂ヶ崎村根岸』となっているが、これは原史料が大正年中に成立しているために、長町成立以前の所在表記であると推測される。
広瀬川曲流部の右岸には、青葉山（仙台本丸…仙台藩伊達家当主の居城）、経ヶ峰（瑞鳳殿・瑞鳳寺…伊達政宗の霊廟と菩提寺）、愛宕山（愛宕神社…仙台総鎮守）、そして大年寺山（大年寺…伊達家墓所）が連なっている。
現在の当寺の本堂などは、大年寺山南東麓にある（旧）惣門（北緯38度14分13.1秒 東経140度52分44.3秒 / 北緯38.236972度 東経140.878972度）の前に広がる、かつての当寺の門前町の方に移っているが、当寺の霊園はかつて本堂があった大年寺山頂地区にある。

## 歴史

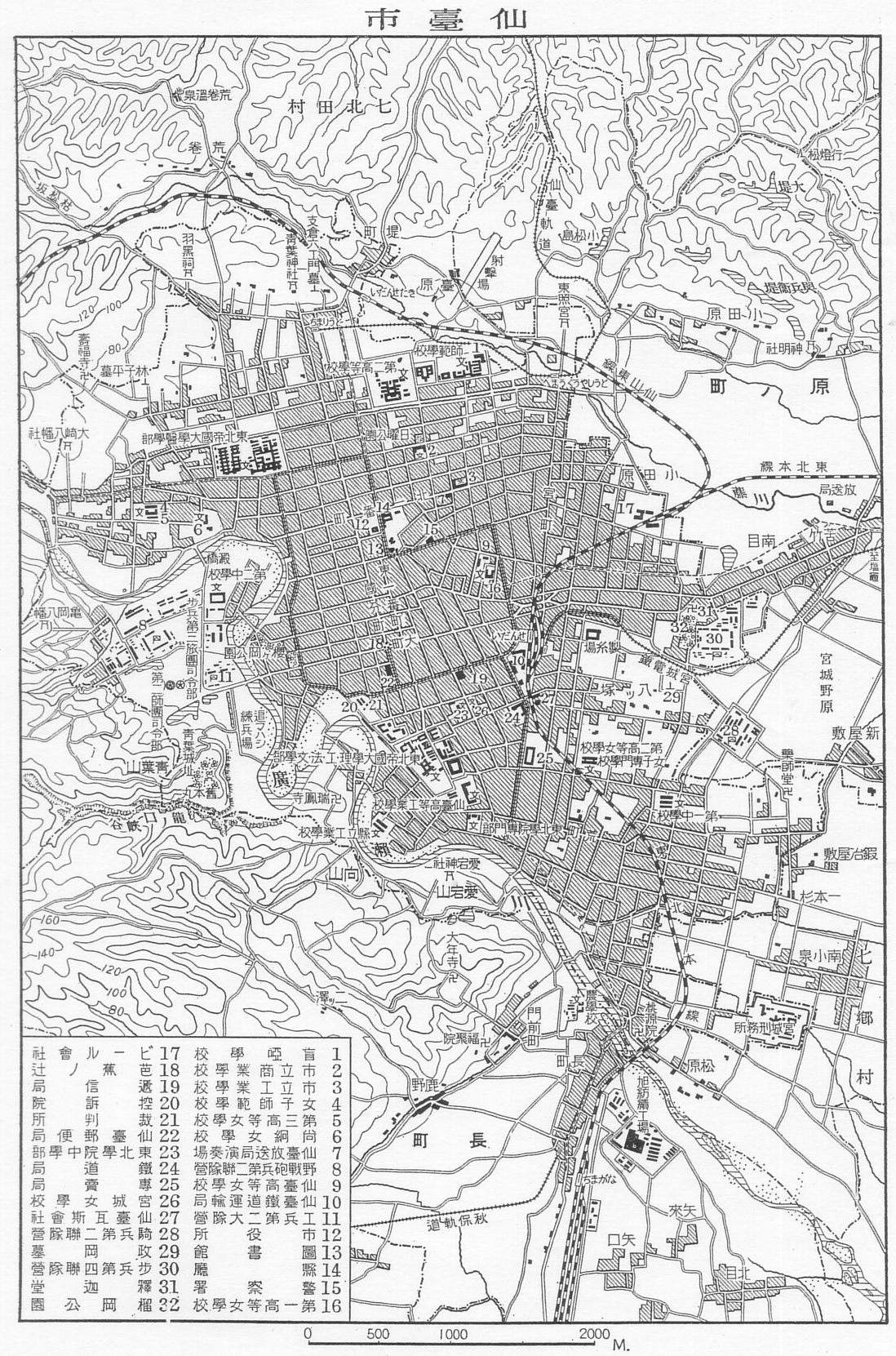
1927年（昭和2年）頃の仙臺市および近郊地図。大年寺は大年寺山山頂に記載されている。門前町は市街地との連続性がまだない。

黄檗宗に帰依した第4代目仙台藩主伊達綱村により創建される。元禄8年（1695年）に伊達綱村が自ら鍬を握って現在地を開いたとされる。元禄10年（1697年）に当時、綱村の舅にあたる稲葉正則が開基である弘福寺の普応鉄牛を招いて開山した。綱村の死後、伊達吉村治世下の享保16年（1731年）には黄檗宗本山の萬福寺を模倣した伽藍が完成した。また、吉村の治世中に惣門が建設されるが、これが現在、藩政時代の建造物で大年寺に残る唯一の建造物となっている。
創建以降、伊達周宗と伊達斉義夫妻を除く仙台藩伊達氏の歴代の菩提寺となる。ちなみに周宗と伊達斉義夫妻は臨済宗妙心寺派の瑞鳳寺に墓がある。また、黄檗宗日本三叢林の一と称された。寺領200石、他に廩米17石などを藩より与えられた。
明治維新以降に伊達氏が仏葬から神葬に転換したことにより、他の藩主家の庇護を受けていた寺院同様、衰退した。これにより、廟門や額、果ては仏具まで売却して縮小・荒廃した。